# Apeadeiro de Castro Marim
O apeadeiro de Castro Marim é uma interface da Linha do Algarve, que serve nominalmente a vila de Castro Marim, no Distrito de Faro, em Portugal.

## Descrição

### Localização e acessos
Esta interface situa-se no cruzamento da via férrea com a estrada EN125-6, onde circula a carreira de transporte público rodoviário coletivo Vamus Algarve n.º 1, da responsabilidade de EVA Transportes, mas a paragem mais próxima situa-se a 355 m para sudoeste, em declive acentuado, na vizinha localidade de São Bartolomeu.
Apesar da denominação desta interface, a sua localidade nominal, cabeça de concelho, dista cerca de cinco quilómetros (Matriz) para nordeste, mormente via EN125-6.
Nas imediações desta interface, situa-se o local do extinto Aeródromo da Praia Verde; não havendo porém acesso viário direto, resultava que a ligação ferróviária a esta infraestrutura era o Apeadeiro de Monte Gordo, apesar de linearmente mais distante.

### Infraestrutura
Como apeadeiro em linha em via única, esta interface tem uma só plataforma, que tem 80 m de comprimento e 76 cm de altura, e se situa do lado nordeste da via (lado esquerdo do sentido ascendente, a Vila Real de Santo António).

### Serviços
Em dados de 2023, esta interface é servida por comboios de passageiros da C.P. de tipo regional tipicamente com doze circulações diárias de Faro a Vila Real de Santo António e dez no sentido oposto.

## História
O apeadeiro de Castro Marim situa-se no lanço da Linha do Algarve entre Tavira e Vila Real de Santo António, que foi aberto à exploração em 14 de Abril de 1906, pela administração dos Caminhos de Ferro do Estado. Fazia parte, com a categoria de estação, do elenco original de interfaces.
Em 1913, existia uma carreira de diligências entre esta e a vila de Castro Marim.

Em 1984, esta interface apresentava ainda a categoria de estação, tendo sido despromovida à categoria de apeadeiro no ano seguinte.